# Svenskfinland

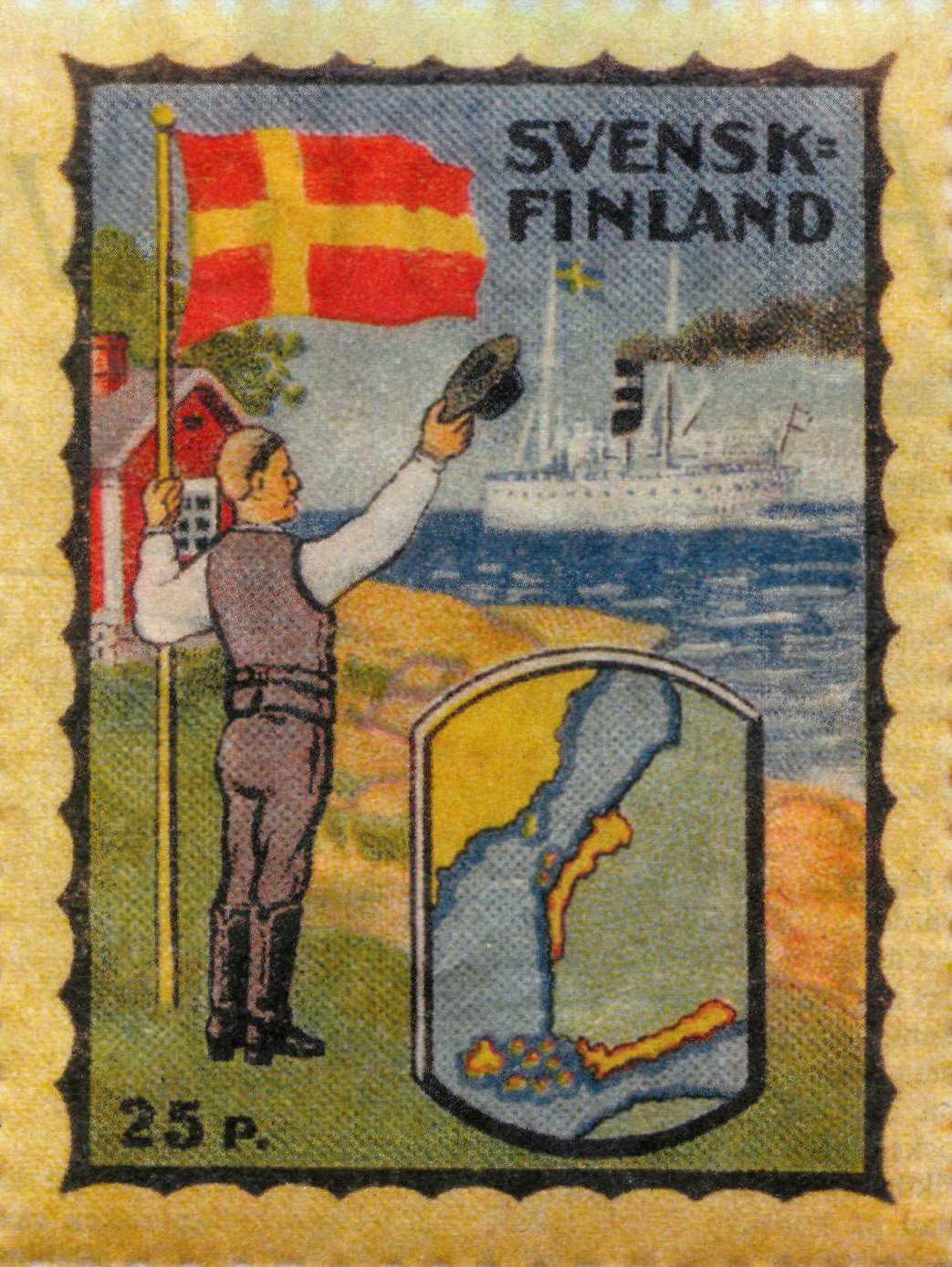
Brevmärke utgivet av Svenska folkpartiet år 1922 föreställande den Finlandssvenska flaggan

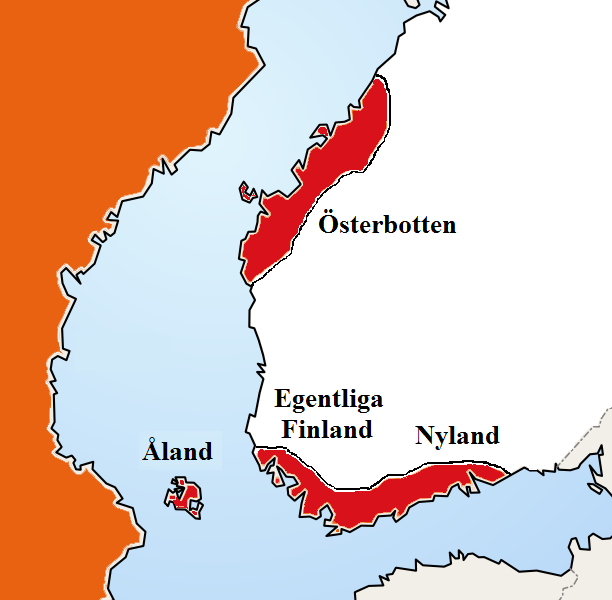
Svenskfinland
Andra svensktalande områden

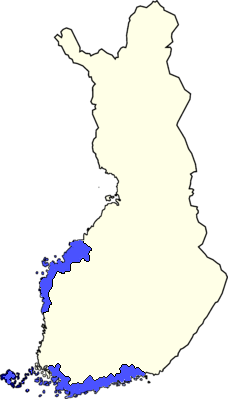
Områden där den övervägande majoriteten av finlandssvenskar bor

Svenskfinland är en benämning på svenskbygderna i Finland, det vill säga de områden där den svenskspråkiga befolkningen (finlandssvenskarna) huvudsakligen bor. 
Svenskfinland är delat i tre regioner (fyra om Åland räknas med):
- Nyland, kustremsan i södra Finland mellan Hangö i väster och Pyttis i öster, i vilken Huvudstadsregionen ingår
- Åboland, skärgården sydväst om Åbo
- Svenska Österbotten, kustremsan i västra Finland mellan Sideby i söder och Karleby i norr
- Åland räknas ibland som en del av Svenskfinland. Ofta räknas Åland dock som ett separat område befolkat av ålänningar.

Förutom dessa regioner, där finlandssvenskarna till stora delar är i majoritet, finns så kallade svenska språköar. Detta är större grupper av finlandssvenskar som lever som minoritet i finskspråkiga städer.
Svenskfinland, då i betydelsen de kretsar där finlandssvenskarna rör sig, kallas ibland skämtsamt för Ankdammen.

## Svenskans ställning
Utom på Åland, som är enspråkigt svenskt enligt lag, saknar svenskan i Finland territoriella rättigheter. Detta innebär att en kommuns språkliga status kan ändras då dess språkliga sammansättning förändras. Stora delar av Svenskfinland har sedan 1800 genomgått en kraftig förfinskning som huvudsakligen orsakats av inflyttning ifrån finsktalande områden (jmfr. urbanisering) men även på grund av lägre födelsetal och högre emigration hos den svenskspråkiga befolkningen. Orter, såsom Helsingfors och Vasa, som tidigare var nästan helt svenskspråkiga, har med tiden fått finskspråkiga majoriteter (ca 6% av Helsingfors befolkning var registrerade som svensktalande år 2013), jmfr: förfinskning och demografiskt hot. Detta har lett till att det språkliga landskapet ser mycket olika ut på olika platser i Svenskfinland. Medan Åland, och vissa platser i Svenska Österbotten (såsom Larsmo) har cirka 90% svenskspråkig befolkning, är exempelvis endast 2,8% av de boende i Vanda svenskspråkiga. Också på språköarna är andelen svenskspråkiga oftast liten.